# Charles Le Cointe
Charles Le Cointe (Troyes, 1611. november 4. – Párizs, 1681. január 18.) francia teológus, történész és diplomata, a Jézus és a Szeplőtelen Szűz Oratóriumának papja.

## Életpályája
Tanulmányait Troyes-ban, majd Reimsben, az ott éppen akkor alapított jezsuita kollégiumban végezte. Hajlamot mutatott az irodalom iránt, szorgalmával és jó szellemével kitűnt, elnyerte tanárai barátságát és gyakran nyert díjakat. 1629-ben csatlakozott az Oratórium Kongregációhoz, amelyet éppen akkor alapított de Bérulle bíboros. Éppen misét szolgált a jámbor alapítónak, amikor az meghalt az oltárnál.
Próbaéve után le Cointe atyát Vendôme-ba küldték, hogy az alsóbb osztályokat tanítsa. Ezután Nantes-ban, Angers-ben és Condomban tanított retorikát. Különösen kedvelte a történelemtanulást, és úgy érezte, hogy erre a kronológia és a földrajz alapos tanulmányozásával kell felkészülnie. A politikát és a fejedelmek érdekeit is a tervei részévé tette, különösen ami Franciaországot illeti.
Le Cointe atya volt az, aki kidolgozta a béke előkészületeit, és a híres "münsteri békeszerződés"-hez a legtöbb memorandumot mellékelte. Párizsba való visszatérésekor felettesei visszaküldték őt Vendôme-ba. Ebben a városban élt Mercœur hercege, később Vendôme hercege, majd bíboros; ez a herceg megkedvelte le Cointe atyát, gyakran hívta az asztalához, és szívesen beszélgetett vele történelmi és politikai kérdésekről. Abban az időben a fiatal Pomereu, a Nagytanács első elnökének fia a Collège de Vendôme-ban tanult. Le Cointe atya nagy örömét lelte abban, hogy ilyen vidám természetet ápoljon. M. de Pomereu père annyira hálás volt, hogy megkérte az Oratórium főnökét, hogy hívja P. le Cointe-ot Párizsba, és ő Saint-Magloire-ba költözött.
Minden más elfoglaltságtól mentesen elhatározta, hogy megvalósítja régen megfogalmazott tervét, az Annales ecclésiastiques de France megírását. Münsteri tartózkodása alatt említette ezt Chigi nunciusnak, aki bátorította őt, és már rengeteg anyagot készített elő. 1661-ben a rue Saint-Honoréban lévő Oratóriumba hívták, és a könyvtár vezetésével bízták meg. Colbert miniszter, akivel már volt dolga, bemutatta őt Mazarin bíborosnak, aki 1200 frank nyugdíjat biztosított neki, amelyhez a király még 5000 frankot tett hozzá.
Colbert, akinek többször is kiváló emlékiratokat szolgáltatott, szintén adni akart neki egyet. Az Annales ecclésiastiques kiadása vitákat okozott neki a korabeli írókkal, P. Clufflet jezsuitával, D. Luc d'Achéry-vel és más bencés tudósokkal. M. de Harlay, Párizs érseke azt akarta, hogy az egyik ilyen vitát előtte tárgyalják. A tanácskozásra 1673 februárjában került sor e prelátus otthonában, Lachaise atya és de Saillans atya, az Oratórium elöljárója jelenlétében. Bár Fr. Cliifflet nem adta meg magát, az érsek Fr. le Cointe mellé állt. Folytatta egyháztörténeti munkáját.

## Forrás
- « Charles Le Cointe », dans Louis-Gabriel Michaud, Biographie universelle ancienne et moderne : histoire par ordre alphabétique de la vie publique et privée de tous les hommes avec la collaboration de plus de 300 savants et littérateurs français ou étrangers, 2e édition, 1843-1865 [Részletek a forráskiadásból]

## Bibliográfia
- Charles Le Cointe, prêtre de l'Oratoire, in Louis Ellies Dupin, Nouvelle bibliothèque des auteurs ecclésiastiques, chez Pierre Humbert, Amsterdam, 1711, XVII. kötet, 182-183. o. (online olvasható) [archívum].

## Fordítás
- Ez a szócikk részben vagy egészben  a   Charles Le Cointe című francia Wikipédia-szócikk fordításán alapul.  Az eredeti cikk szerkesztőit annak laptörténete sorolja fel. Ez a jelzés csupán a megfogalmazás eredetét és a szerzői jogokat jelzi, nem szolgál a cikkben szereplő információk forrásmegjelöléseként.